# Hönö

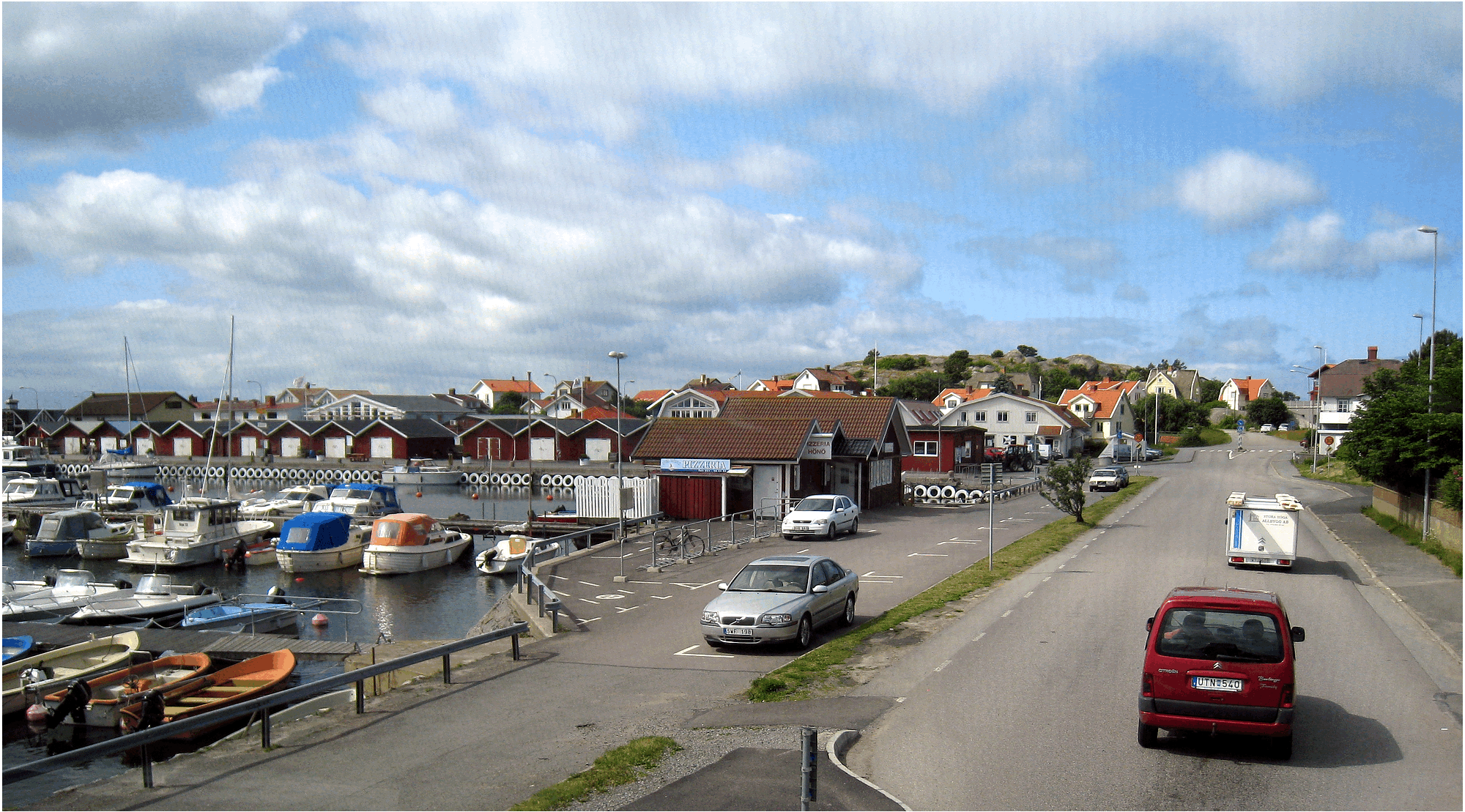
Öckerövägen, Hönö Klova.

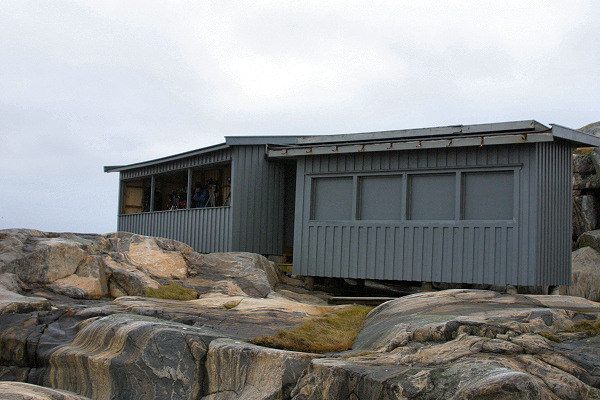
Vindskydden för fågelskådning vid Kråkudden.

Hönö är en ö och en tätort i Öckerö kommun i Göteborgs norra skärgård. Ön, som har flest invånare i kommunen, ligger söder om Öckerö i Västra Götalands län. Tätorten växte 2018 samman med den på Öckerö och bildade då en gemensam tätort benämnd Hönö-Öckerö.
Namnet Hönö har sitt ursprung i det fornvästnordiska ordet hein, som betyder brynsten och avser öns runda, avslipade hällar.

## Historia
Hönö har haft gott om odlingsbar mark och var i äldre tid en utpräglad jordbruksbygd. Fram till mitten av 1800-talet var bebyggelsen på ön koncentrerad till fyra byar: Hult, Heden, Röd och Gårda. Även fisket har dock varit betydelsefullt, 1945 fanns det 123 fiskebåtar stationerade på Hönö. Under andra världskriget gick åtta båtar förlorade, 27 fiskare omkom till sjöss och 53 fiskare kom att hamna som krigsfångar i Tyskland. Ön är även känd för Hönökakan som började tillverkas här 1904.
Hönö var och är beläget i Öckerö socken och ingick efter kommunreformen 1862 i Öckerö landskommun. I denna inrättades för ön/orten 3 september 1915 Hönö municipalsamhälle (före 1933 benämnt Hönö-Klåva municipalsamhälle) som sedan upplöstes 31 december 1959.

### Befolkningsutveckling
| Befolkningsutvecklingen i Hönö/Hönö-Öckerö 1960–2020                  | Befolkningsutvecklingen i Hönö/Hönö-Öckerö 1960–2020 | Befolkningsutvecklingen i Hönö/Hönö-Öckerö 1960–2020 | Befolkningsutvecklingen i Hönö/Hönö-Öckerö 1960–2020 | Befolkningsutvecklingen i Hönö/Hönö-Öckerö 1960–2020 |
| --------------------------------------------------------------------- | ---------------------------------------------------- | ---------------------------------------------------- | ---------------------------------------------------- | ---------------------------------------------------- |
|                                                                       |                                                      |                                                      |                                                      |                                                      |
| År                                                                    |                                                      |                                                      | Folkmängd                                            | Areal (ha)                                           |
| 1960                                                                  | 1960                                                 |                                                      | 2 557                                                |                                                      |
| 1965                                                                  | 1965                                                 |                                                      | 2 756                                                |                                                      |
| 1970                                                                  | 1970                                                 |                                                      | 3 396                                                |                                                      |
| 1975                                                                  | 1975                                                 |                                                      | 3 563                                                |                                                      |
| 1980                                                                  | 1980                                                 |                                                      | 3 924                                                |                                                      |
| 1990                                                                  | 1990                                                 |                                                      | 4 559                                                | 290                                                  |
| 1995                                                                  | 1995                                                 |                                                      | 4 707                                                | 294                                                  |
| 2000                                                                  | 2000                                                 |                                                      | 4 815                                                | 295                                                  |
| 2005                                                                  | 2005                                                 |                                                      | 5 045                                                | 296                                                  |
| 2010                                                                  | 2010                                                 |                                                      | 5 110                                                | 306                                                  |
| 2015                                                                  | 2015                                                 |                                                      | 5 293                                                | 338                                                  |
| 2020                                                                  | 2020                                                 |                                                      | 9 124                                                | 611                                                  |
| Anm.: växte samman med Öckerö (tätort) och fick då namnet Hönö-Öckerö |                                                      |                                                      |                                                      |                                                      |

## Sevärdheter

### Ordenskorset
Prins Henrik (Henrik Sjöfararen) upprättade under 1400-talets första hälft Portugals första astronomiska observatorium och en sjöarsenal. Där utbildade han skickliga sjömän och matematiker och expeditioner sändes ut över världen.
Kors sattes upp som sjö- och landmärken vid expeditioner och upptäcktsresor, dels för att visa för andra sjöfarare att platsen var utforskad och dels för att kunna korrigera de kartor som man kontinuerligt ritade och uppdaterade.
Coldinuordens tradition att placera ut gröna eller vita kors i skärgården är en obruten tradition från denna tid. Korsets navigationstekniska betydelse är idag liten, men placeringen har ännu ett symboliskt värde. 1928 sattes ett gjutjärnskors upp på Korseberget på Hönö av Coldinuorden som ett minnesmärke för sjöfarares väl. I mitten av korset finns en femuddig stjärna med ett öga.

### Labyrinten Tryggeberg
Cirka 300 meter väster om badplatsen Jungfruviken och cirka 1 kilometer sydost om öns kyrka, ligger en labyrint på den nordvästra sluttningen av en berghäll på 10-15 meters höjd. Den är 7,5 meter i diameter med ingång i ostnordost. Ursprungligen har den haft 12 vallar, men endast sex stenvarv återstår. Platsen för labyrinten kallas Stora Möet, alltså Stora Mötet. Cirka 30 meter nordöst om labyrinten finns ett 7 meter stort röse med mittgrop. Även namnet Tröggebergs slott förekommer.

### Engelsmännens hage
Engelsmännens hage är ett fornminne, som består av långsträckta stenhägnader, på öns sydöstra udde. Inom området finns rösen, stenhägnader och tomtningar. Hägnaderna har tillkommit i slutet av 1800-talet och början av 1900-talet. Områdets ursprung är oklart, men det kan ha varit trädgårdstäppa åt engelsmän som höll till i frihamnen på Fotö under Napoleonblockaden år 1808.

## Idrott
Hönö IS har verksamhet inom fotboll, innebandy, basket och friidrott. Föreningen grundades 1925  och dess  mest kända spelare är den forne allsvenske skyttekungen Dan Corneliusson.

## Kyrkor
På Hönö finns det flera  kyrkor. Under sommaren arrangerar Hönö missionskyrka Hönökonferensen som lockar många frikyrkliga.